# Northwest Africa 8418
NWA 8418
 (janvier 2023).
Northwest Africa 8418 (abrégé en NWA 8418) est une météorite trouvée au Maroc et classée parmi les chondrites carbonées, dans le groupe CV4.

## Origine
NWA 8418 (NWA pour Northwest Africa, « Afrique du Nord-Ouest ») est une météorite achetée au Maroc en 2014. Elle est constituée d'un unique bloc de 466 g.

## Caractéristiques
NWA 8418 est une chondrite inhabituelle, dont les propriétés diffèrent significativement de celles de toutes les autres chondrites connues. Elle présente des similitudes avec les chondrites CV (groupe de Vigarano), CK (groupe de Karoonda) et CL (groupe de Loongana), mais son abondance en grandes inclusions riches en calcium et en aluminium (CAI) et la faible teneur en NiO (< 0,2 % pds) des olivines de sa matrice la relient plus étroitement au groupe CV. L'absence de grossulaire, de monticellite, de wollastonite et de sodalite dans les produits d'altération des CAI, la richesse en magnésium (Fa38) des olivines de la matrice (comparée à celle des chondrites CV3, de l'ordre de Fa50) et la présence de plagioclase sodique secondaire et de chlorapatite indiquent une température de métamorphisme supérieure à 600 °C. NWA 8418 comporte de la kamacite, de la taénite et de la troïlite, mais pas de magnétite ni de pentlandite. NWA 8418 semble donc être un chondrite CV4 réduite, ce qui en fait la première chondrite CV de type pétrologique 4.